# رود گرین (رود کلرادو)
رود گرین (به انگلیسی: Green River) رودی است به رودخانه کلرادو می‌ریزد. این رود از کشور ایالات متحده آمریکا می‌گذرد.